# Anomala castelnaui
Anomala castelnaui är en skalbaggsart som beskrevs av Ohaus 1910. Anomala castelnaui ingår i släktet Anomala och familjen Rutelidae. Inga underarter finns listade i Catalogue of Life.